# 王戟
王戟（1970年—），中国人民解放军国防科技大学教授，大校军衔，主要从事分布与并行计算程序设计、高可信软件工程方面的研究工作。入选中华人民共和国教育部2009年度"长江学者"特聘教授。曾担任国防973首席，主持、参与国家和军队重大重点项目或课题20余项，先后获军队院校育才奖金奖、国家杰出青年科学基金、军队学科拔尖人才、军队科技领军人才，享受国务院政府特殊津贴。获军事科学技术一等奖，国家科技进步二等奖，省部级一、二等奖3项。发表论文100余篇，授权发明专利10余项。
王戟自幼热爱计算机科学，9岁跳级升入初中，13岁考入中国人民解放军国防科技大学计算机系，师从中国第一代超级计算机银河1号软件总负责人陈火旺院士，毕业后留校任教。33岁评为教授。2013年，患主动脉夹层破裂，被迫双下肢高位截肢。2015年重返教学工作岗位。2021年，因肾功能衰退，进行长期透析治疗。2025年5月16日，获评“全国自强模范”。